# Djamia Aleemiyya Fariediyya
Djamia Aleemiyya Fariediyya is een moskee en theologisch instituut in Meerzorg in het district Commewijne, Suriname.
Het islamitische gebedshuis en instituut behoren tot het soennisme. Het instituut werd in oktober 2001 opgericht om een studie tot imam te kunnen doen, waardoor daarvoor deze studie niet meer in Indonesië, India en Pakistan gedaan hoeft te worden.